# Naturbahnrodel-Weltmeisterschaft 2009

Logo der Naturbahnrodel-Weltmeisterschaft 2009

Die 17. FIL Naturbahnrodel-Weltmeisterschaft fand vom 12. bis 15. Februar 2009 in Moos in Passeier in Südtirol, Italien statt. Die FIL vergab am 28. Juni 2007 die Weltmeisterschaft zum zweiten Mal nach Passeier und zum sechsten Mal nach Südtirol.
Die WM begann am 12. Februar mit den Trainingsläufen, bevor am 13. Februar der Mannschaftswettbewerb ausgetragen wurde. Die Wertungsläufe bei Doppelsitzern und Einsitzern fanden am 14. Februar statt. Am 15. Februar wurde die WM mit dem dritten Wertungslauf in den Einzeldisziplinen beendet. Am erfolgreichsten war der italienische Verband, der alle vier Wettbewerbe für sich entschied.

## Technische Daten der Naturrodelbahn
| Name                   | Bergkristall  |
| Start                  | 1568 m s.l.m. |
| Ziel                   | 1453 m s.l.m. |
| Höhendifferenz         | 115 m         |
| Durchschnittl. Gefälle | 13,19 %       |
| Länge                  | 870 m         |

## Einsitzer Herren
| Platz | Name                | Zeit          |
| ----- | ------------------- | ------------- |
| 01    | Patrick Pigneter    | 2:45,95 min   |
| 02    | Thomas Kammerlander | + 00,04 s     |
| 03    | Thomas Schopf       | + 00,64 s     |
| 04    | Hannes Clara        | + 00,81 s     |
| 05    | Gernot Schwab       | + 01,28 s     |
| 06    | Michael Scheikl     | + 01,60 s     |
| 07    | Gerald Kammerlander | + 01,86 s     |
| 08    | Andreas Castiglioni | + 02,27 s     |
| 09    | Rudi Resch          | + 02,28 s     |
| 10    | Georg Maurer        | + 03,23 s     |
| 11    | Anton Blasbichler   | + 03,65 s     |
| 12    | Florian Clara       | + 03,66 s     |
| 13    | Robert Batkowski    | + 03,67 s     |
| 14    | Marcus Grausam      | + 03,93 s     |
| 15    | Florian Batkowski   | + 04,23 s     |
| 16    | Žiga Pagon          | + 04,73 s     |
| 17    | Björn Kierspel      | + 05,22 s     |
| 18    | Luka Švab           | + 05,69 s     |
| 19    | Adam Jędrzejko      | + 06,14 s     |
| 20    | John Gibson         | + 06,33 s     |
| 21    | Damian Waniczek     | + 06,58 s     |
| 22    | Alexander Jegorow   | + 07,29 s     |
| 23    | Greg Jones          | + 07,97 s     |
| 24    | Stanislaw Kowschik  | + 09,13 s     |
| 25    | Kaj Johnson         | + 09,23 s     |
| 26    | Miha Meglič         | + 10,26 s     |
| 27    | Matic Nemc          | + 11,26 s     |
| 28    | Markus Wichan       | + 11,56 s     |
| 29    | Andrzej Laszczak    | + 12,09 s     |
| 30    | Ihor Senjuk         | + 13,35 s     |
| 31    | Witalij Sacharow    | + 15,29 s     |
| 32    | Patrick Nowik       | + 16,52 s     |
| 33    | Tschawdar Arsow     | + 18,45 s     |
| 34    | Marjan Husner       | + 18,95 s     |
| 35    | Adrian Filimon      | + 19,19 s     |
| 36    | Yang Hyun-min       | + 45,16 s     |
| 37    | Lee Jeong-il        | + 49,45 s     |
| --    | Galabin Bozew       | DNS (1. Lauf) |
| --    | Pawel Porschnew     | DNS (1. Lauf) |
| --    | Iwan Lasarew        | DNS (2. Lauf) |
| --    | Angel Iwanow        | DNF (2. Lauf) |
| --    | David Scott         | DNS (3. Lauf) |

Datum: 14. Februar (1. Wertungslauf) und 15. Februar 2009 (2. und 3. Wertungslauf)
Den Einsitzerbewerb der Herren gewann zum ersten Mal der Italiener Patrick Pigneter, nachdem er 2005 und 2007 bereits auf Rang drei fuhr. Bei dieser WM war es Pigneters dritter Sieg, da er zuvor schon Gold im Doppelsitzer und mit der Mannschaft holte. Thomas Kammerlander aus Österreich lag nach zwei Durchgängen in Führung, verlor aber im dritten Wertungslauf 18 Hundertstelsekunden auf Patrick Pigneter und kam schließlich mit 4 Hundertstel Rückstand auf Platz zwei. Für ihn war es die erste Medaille bei einer WM. Bronze gewann der Österreicher Thomas Schopf. Für ihn war es ebenfalls die erste Einzelmedaille, mit der Mannschaft gewann er zwei Tage zuvor Silber. Der Titelverteidiger Gernot Schwab belegte Rang fünf.

## Einsitzer Damen
| Platz | Name                   | Zeit          |
| ----- | ---------------------- | ------------- |
| 01    | Renate Gietl           | 2:50,09 min   |
| 02    | Jekaterina Lawrentjewa | + 00,03 s     |
| 03    | Renate Kasslatter      | + 00,72 s     |
| 04    | Evelyn Lanthaler       | + 00,87 s     |
| 05    | Melanie Batkowski      | + 02,23 s     |
| 06    | Tamara Schwarz         | + 03,31 s     |
| 07    | Julija Wetlowa         | + 03,63 s     |
| 08    | Marlies Wagner         | + 03,89 s     |
| 09    | Michaela Maurer        | + 04,01 s     |
| 10    | Tina Unterberger       | + 04,88 s     |
| 11    | Nina Bučinel           | + 08,16 s     |
| 12    | Katrin Mladek          | + 08,22 s     |
| 13    | Irma Karišik           | + 09,18 s     |
| 14    | Veronika Nachmann      | + 09,37 s     |
| 15    | Ljudmila Astramowitsch | + 14,18 s     |
| 16    | Natalia Waniczek       | + 14,27 s     |
| 17    | Stanislawa Iwanowa     | + 1:11,00 min |

Datum: 14. Februar (1. und 2. Wertungslauf) und 15. Februar 2009 (3. Wertungslauf)
Im Einsitzer der Damen siegte mit Bestzeiten in den ersten beiden Wertungsläufen die Italienerin Renate Gietl. Es war dies ihr erster Einzeltitel bei einer WM, 2001 und 2005 gewann sie Silber bzw. Bronze. Zweite wurde die Russin Jekaterina Lawrentjewa, die 2005 und 2007 Weltmeisterin wurde, diesmal aber trotz Bestzeit im dritten Durchgang ihren Rückstand aus den ersten beiden Läufen knapp nicht mehr aufholen konnte. Bronze ging an die Italienerin Renate Kasslatter, die ihre erste WM-Medaille gewann.

## Doppelsitzer
| Platz | Name                                  | Zeit        |
| ----- | ------------------------------------- | ----------- |
| 01    | Patrick Pigneter – Florian Clara      | 1:57,26 min |
| 02    | Christian Schopf – Andreas Schopf     | + 00,79 s   |
| 03    | Andrzej Laszczak – Damian Waniczek    | + 02,08 s   |
| 04    | Pawel Porschnew – Iwan Lasarew        | + 02,46 s   |
| 05    | Alexander Jegorow – Pjotr Popow       | + 04,07 s   |
| 06    | Christoph Knauder – Thomas Knauder    | + 04,36 s   |
| 07    | Christian Schatz – Gerhard Mühlbacher | + 04,54 s   |
| 08    | Thomas Weiss – Andreas Leiter         | + 04,86 s   |
| 09    | Stanislaw Kowschik – Roman Molwistow  | + 05,80 s   |
| 10    | Pawel Silin – Iwan Rodin              | + 07,55 s   |
| 11    | Kaj Johnson – Greg Jones              | + 09,71 s   |
| 12    | Witalij Sacharow – Ihor Senjuk        | + 10,16 s   |
| 13    | Tschawdar Arsow – Galabin Bozew       | + 31,89 s   |

Datum: 14. Februar 2009 (beide Wertungsläufe)
Den Doppelsitzerbewerb gewannen die Italiener Patrick Pigneter und Florian Clara mit Bestzeiten in beiden Wertungsdurchgängen. Die jeweils zweitschnellste Zeit erzielten die Silbermedaillengewinner Christian Schopf und Andreas Schopf aus Österreich und mit der jeweils drittbesten Zeit gewannen Andrzej Laszczak und Damian Waniczek aus Polen die Bronzemedaille. Für Laszczak/Waniczek war es bereits die dritte Bronzemedaille nach 2000 und 2005. Das Duo Pigneter/Clara gewann seine erste Doppelsitzer-Medaille, ebenso das Duo Christian und Andreas Schopf. Andreas Schopf war zusammen mit Wolfgang Schopf bereits 2001 und 2003 Weltmeister. Die Titelverteidiger Pawel Porschnew und Iwan Lasarew belegten Rang vier.

## Mannschaftswettbewerb
| Platz | Name                                                                                    | Punkte |
| ----- | --------------------------------------------------------------------------------------- | ------ |
| 01    | Italien IAnton Blasbichler Renate Gietl Patrick Pigneter – Florian Clara                | 89     |
| 02    | Österreich IThomas Schopf Melanie Batkowski Christian Schopf – Andreas Schopf           | 85     |
| 03    | Russland IIwan Lasarew Jekaterina Lawrentjewa Pawel Porschnew – Iwan Lasarew            | 80     |
| 04    | Italien IIHannes Clara Evelyn Lanthaler Thomas Weiss – Andreas Leiter                   | 73     |
| 05    | Österreich IIThomas Kammerlander Tina Unterberger Christian Schatz – Gerhard Mühlbacher | 73     |
| 06    | PolenAdam Jędrzejko Natalia Waniczek Andrzej Laszczak – Damian Waniczek                 | 71     |
| 07    | Deutschland / UkraineGeorg Maurer Michaela Maurer Witalij Sacharow – Ihor Senjuk        | 68     |
| 08    | Russland IIAlexander Jegorow Julija Wetlowa Alexander Jegorow – Pjotr Popow             | 67     |
| 09    | Kanada / Bosnien und HerzegowinaJohn Gibson Irma Karišik Kaj Johnson – Greg Jones       | 60     |
| 10    | BulgarienTschawdar Arsow Stanislawa Iwanowa Tschawdar Arsow – Galabin Bozew             | 54     |

Datum: 13. Februar 2009
Den Mannschaftsbewerb gewann mit der höchsten Punkteanzahl und der schnellsten Gesamtlaufzeit (beste Zeit im Einsitzer der Herren und im Doppelsitzer sowie zweitbeste Zeit im Einsitzer der Damen) das Team Italien I. Silber ging an das Team Österreich I und Bronze an das Team Russland I, das die schnellste Zeit im Damen-Einsitzer erzielte. Platz vier belegte das Team Italien II vor dem punktegleichen Team Österreich II, das aber eine schlechtere Gesamtlaufzeit hatte. Italien, Österreich und Russland starteten mit jeweils zwei Teams; Bulgarien und Polen mit jeweils einem. Zudem nahmen zwei gemischte Teams mit Rodlern aus zwei Nationen teil.

## Medaillenspiegel
| Platz | Land       | Gold | Silber | Bronze | Gesamt |
| ----- | ---------- | ---- | ------ | ------ | ------ |
| 1.    | Italien    | 4    | -      | 1      | 5      |
| 2.    | Österreich | -    | 3      | 1      | 4      |
| 3.    | Russland   | -    | 1      | 1      | 2      |
| 4.    | Polen      | -    | -      | 1      | 1      |